# Негрете (Чили)
Негрете (исп. Negrete) — посёлок в Чили. Административный центр одноимённой коммуны. Население — 4246 человек (2002). Посёлок и коммуна входит в состав провинции Био-Био и области Био-Био.
Территория коммуны — 156,5 км². Численность населения — 8884 жителя (2007). Плотность населения — 56,77 чел./км².

## Расположение
Посёлок расположен в 97 км юго-восточнее административного центра области — города Консепсьон и в 19 км юго-западнее административного центра провинции — города Лос-Анхелес.
Коммуна граничит:
- на севере — с коммуной Лос-Анхелес
- на востоке — с коммуной Мульчен
- на юге — с коммуной Ренайко
- на западе — с коммуной Насимьенто

## Демография
Согласно сведениям, собранным в ходе переписи Национальным институтом статистики,  население коммуны составляет 8884 человека, из которых 4591 мужчина и 4293 женщины.
Население коммуны составляет 0,45 % от общей численности населения области Био-Био. 34,62 %  относится к сельскому населению и 65,38 % — городское население.

### Важнейшие населённые пункты коммуны
- Негрете (посёлок) — 4246 жителей
- Коиуэ (посёлок) — 1037 жителей